# Ryż kleisty

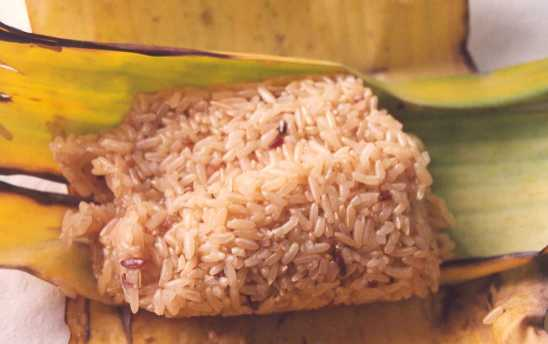
Ryż kleisty w tradycyjnym opakowaniu z liścia bananowego

Ryż kleisty (Oryza sativa var. glutinosa) — specjalny gatunek krótkoziarnistego ryżu azjatyckiego, charakteryzujący się odmiennym smakiem i dużą kleistością po ugotowaniu. Ryż ten szczególnie się nadaje do sporządzania słodkich specjałów i dlatego jest też czasami nazywany słodkim ryżem.
Ryż kleisty, podobnie jak zwykły, nie zawiera glutenu i może być bezpiecznie spożywany w diecie bezglutenowej (angielska nazwa glutinous = kleisty, a nie glutenowy). Od zwykłego ryżu różni go brak, lub minimalna zawartość amylozy i duża zawartość amylopektyny. Ta ostatnia jest odpowiedzialna za jego kleistość. Genetyczne różnice między ryżem zwykłym i kleistym pochodzą od pojedynczej, punktowej mutacji w genie odpowiedzialnym za biosyntezę amylozy. Odmianą ryżu kleistego jest czarny ryż.
W Wietnamie z ryżu kleistego, wieprzowiny i fasoli złocistej (mung) przyrządza się tradycyjną potrawę Bánh chưng na święto Tết. Przez cały rok natomiast spożywana jest ogromna rozmaitość słodkich i lepiących się smakołyków gotowanych w bananowych liściach.